# Glaucina lowensis
Glaucina lowensis là một loài bướm đêm trong họ Geometridae.